# Шведска война за независимост
Шведската война за независимост (на шведски: Befrielsekriget, 1521-1523) е гражданска война, в която шведският благородник Густав Васа успешно побеждава войските на краля на Дания и Калмарската уния Кристиан ІІ и обявява независимостта на Швеция. На 6 юни 1521 г. в град Стренгнес Густав е избран за нов крал на Швеция. През 1522 г. немският град Любек, част от Ханзата се присъединява към шведската страна. След превземането на Стокхолм през юни 1523 г. Швеция е освободена, заедно със Шведска Финландия. Според договора от Малмьо, подписан на 1 септември 1523 г. Швеция излиза от Калмарската уния.

## Битки
- Превземане на Фалун (на шведски: Erövringen av Falun)
- Битка при Брюнбак (на шведски: Slaget vid Brunnbäck)
- Кървава баня в Кьопинг (на шведски: Blodbadet i Köping)
- Битка при Вестерос (на шведски: Slaget om Västerås)
- Битка при Упсала (на шведски: Slaget om Uppsala)
- Превземане на Калмар (на шведски: Erövringen av Kalmar)
- Превземане на Стокхолм (на шведски: Erövringen av Stockholm)